# Burg Šarfenštejn
Die Burg Šarfenštejn, auch Ostrý (deutsch Scharfenstein) ist eine Burgruine bei Františkov nad Ploučnicí über dem Tal der Ploučnice (Polzen) im östlichen Böhmischen Mittelgebirge in Tschechien. Von der mittelalterlichen Burg sind heute nur noch einige Teile der Außenmauern und Reste des markanten, über dem Tal thronenden Bergfrieds erhalten. Bemerkenswert ist die Lage auf einem schmalen, auf drei Seiten von der Ploučnice umflossenen Bergkamm.

## Geschichte
Die Burg wurde um 1230 von den Markwartitzern erbaut. Urkundlich ist sie indirekt erstmals 1268 erwähnt (Marquardus de Sarfnstain). Es ist nicht klar, ob die Markwartitzer Eigentümer oder nur königliche Verwalter der Burg waren. Unter König Ottokar II. Přemysl gehörte die Burg zu den königlichen Gütern. Später wurde sie mehrmals verpfändet. Im Jahr 1445 wurde die Burg in einem langjährigen Konflikt des Oberlausitzer Sechsstädtebundes mit den Wartenbergern nach einer viertägigen Belagerung von den Oberlausitzern eingenommen und niedergebrannt. 1515 ist die Burg erstmals als wüst aufgeführt.